# Drinopolský mír
Drinopolský mír byl uzavřen mírovou smlouvou dne 14. září 1829 ve městě Drinopol (dnes Edirne) mezi Ruskem a Tureckem. Smlouva ukončovala rusko-tureckou válku probíhající od roku 1828.

## Výsledek jednání
Rusko podpisem míru získalo dobytá území v Zakavkazsku, ovládlo území v okolí ústí Dunaje, právo svobodného obchodu v Osmanské říši a volný průjezd lodí Bosporem a Dardanelami z Černého do Středozemního moře. Turecko se zavázalo uznat autonomii Valašska, Srbska, Řecka a Moldavska, i uznat ruský protektorát na valašském a moldavském území. Dále Osmanská říše
souhlasila s podmínkami Londýnské smlouvy z roku 1827, která Řecku poskytla autonomii.